# Abdallah Hajri
Abdallah Hajri (arabe : عبدالله الحجري), né le 8 janvier 1947 à Sfax et mort le 2 avril 2017,, est un joueur de football tunisien évoluant au poste d’ailier gauche.

## Biographie
Natif du quartier El Bousten à Sfax, il rejoint le Club sportif sfaxien, où il est remarqué par Milan Kristić qui l’aide à développer son talent. Il grandit avec deux aspirations concomitantes : s’investir dans sa passion sportive et poursuivre ses études. Le bilan est éloquent même si sa carrière de footballeur a dû subir les contraintes de ses études en France.
En effet, à l'âge de 18 ans, il devient titulaire et suscite l'enthousiasme des supporters par ses dribbles, ses feintes et son slalom ainsi que par son fair-play et l’élégance de son jeu. Mais, à 23 ans, il interrompt sa carrière pour poursuivre ses études à Paris. Revenu pendant les vacances d’été, il attrape une fièvre typhoïde qui est mal soignée. Une fois reparti en France, son état empire et on craint le pire pour lui. Toutefois, grâce à sa volonté, il surmonte son état et reprend son activité en 1972.
Il s’inscrit au Centre d’étude et de formation des assistants en gestion (actuel Institut supérieur de gestion de Tunis), où il obtient son diplôme universitaire. Après une saison réussie en 1972-1973, il perd la forme et l’entraîneur Radojica Radojičić l’écarte de l’équipe en 1975, ce qui l’amène à mettre fin à sa carrière et à repartir à Paris pour poursuivre ses études. À son retour en 1979, il s’investit pour le sport corporatiste et assume pour une saison la fonction de directeur sportif de son club.

## Palmarès
- Vainqueur du championnat de Tunisie en 1969 ;
- Vainqueur de la coupe de Tunisie espoirs en 1966 ;
- Vainqueur de la coupe de Tunisie juniors en 1969.

## Statistiques
- 131 matchs et 17 buts en championnat
- 26 matchs et cinq buts en coupe
- 2 matchs et un but en coupe du Maghreb des clubs champions